# Nicola Rodigari
Nicola Rodigari (n. 7 noiembrie 1981, Tirano, Lombardia, Italia) este un sportiv ce a reprezentat Italia, medaliat olimpic. A participat la 4 ediții ale Jocurilor Olimpice (2002, 2006, 2010, 2014) în care a câștigat o medalie de argint.